# チャック・ウェプナー
チャック・ウェプナー（Chuck Wepner、1939年2月26日 - ）は、アメリカ合衆国の元ヘビー級プロボクサー。
映画『ロッキー』の主人公 ロッキー・バルボアのモデルになったと言われている（ロッキー (映画)#ストーリー参照）。

## 来歴
ニューヨークのスラム街で育ち、少年院・刑務所と服役。服役中にボクシングを覚え、27歳で出所後にプロデビュー。
1975年3月24日、モハメド・アリの持つ世界王座に挑戦。9Rにダウンを奪うも、15RにTKO負け。
1976年6月26日（アントニオ猪木対モハメド・アリと同日）、ニューヨークのシェイ・スタジアムで開かれたWWWF主催興行、ショーダウン・アット・シェイの一戦としてプロレスラーのアンドレ・ザ・ジャイアントと異種格闘技戦で対戦するも、場外に落とされリングアウト負けとなった（3R 1分15秒）。
1977年10月25日、日本武道館でアントニオ猪木と格闘技世界一決定戦で対戦。オープンフィンガーグローブを着用した猪木とのパンチ勝負では何度もダウンを奪うも、最後は逆エビ固めで敗れた（6R 1分35秒）。
ボクシング引退後は薬物乱用に手を染め、これが原因で『ロッキー2』への出演の話が破談となった。
その後ウェプナーはシルヴェスター・スタローンに対して、『ロッキーシリーズ』のアイデアとして自身を使ったことに対する支払いを求める訴訟を起こし、2006年に金額非公表で和解となった。
2022年時点ではアライド・ビバレッジ社という酒造会社に勤続54年の身となっている(この会社は彼の出所後から永らく彼の世話をしている)。

## ウェプナーを描いた作品
- チャック 〜“ロッキー”になった男〜 - 2016年のアメリカ合衆国の伝記映画。ウェプナーを演じるのはリーヴ・シュレイバー。